# Biskopsgården, Visby
Biskopsgården i Visby är tjänstebostad för biskopen i Visby stift. Byggnaden ligger på Biskopsgatan i centrala Visby.
Den nuvarande byggnaden uppfördes år 1940 och stod färdig tre år efter att den gamla biskopsgården brann ner i januari 1938. Branden i den gamla byggnaden startade under en pågående restaurering. Branden var kraftig och huset gick inte att bygga upp. Länsarkitekten Albin Hamrins förslag till ny biskopsgård antogs och den nuvarande biskopsgården uppfördes i gotländsk stil. På väggen över huvudentrén finns biskopens vapensköld. 
I biskopsgårdens trädgård finns en medeltida källare från 1200-talet som är det enda som kvarstår från den gamla biskopsgården. Källaren används som kapell. Kapellet är uppkallat efter den heliga Birgitta och invigdes 2005 av biskop Lennart Koskinen.
Under medeltiden var Kapitelhuset på Sankt Drottensgatan i Visby residens för Linköpingsbiskopen. Kapitelhuset förföll under 1600-talet och huset började att användas för får. Under 1800-talet kallades huset för "biskopens vedbod".